# Њамуса-моло језик
Њамуса-моло језик је језик из породице нило-сахарских језика, грана бонго-багирми. Њиме се служи око 1.200 становика из вилајета Западна Екваторија у Јужном Судану. Чине га два сродна дијалекта - њамуса и моло.